# Andrea Righetti
Andrea Righetti (Sesta Godano, 11 ottobre 1843 – Carpi, 6 giugno 1924) è stato un vescovo cattolico italiano.

## Biografia
Nacque nella frazione di Cornice l'11 ottobre 1843.
Viene ordinato sacerdote per la diocesi di Borgo San Donnino il 31 marzo 1866.
Il 14 dicembre 1891 viene nominato vescovo di Carpi. Riceve la consacrazione episcopale il 20 dicembre dal cardinale Lucido Maria Parocchi, cardinale-vescovo di Albano. Prese però possesso della diocesi solo nel 1894 per delle controversie del diritto di nomina e restò a Carpi fino alla morte, sopraggiunta il 6 giugno 1924.
Riordina il seminario diocesano.
Nel 1896 organizza le celebrazioni per la beatificazione di Bernardino Realino.
Promuove la costituzione dei circoli giovanili di Azione Cattolica. Il 29 settembre 1909 approva lo statuto del primo circolo giovanile cattolico; il 20 novembre 1920 stabilisce che i circoli giovanili maschili abbiano sempre per assistenti i parroci delle rispettive parrocchie.
Con la fine del primo conflitto mondiale si prodiga ad alleviare le sofferenze degli ex prigionieri.
È sepolto nella cattedrale di Carpi, vicino ad altri vescovi locali.
Il suo è attualmente l'episcopato più lungo della storia della diocesi di Carpi: durato oltre 32 anni.

## Genealogia episcopale
La genealogia episcopale è:
- Cardinale Scipione Rebiba
- Cardinale Giulio Antonio Santori
- Cardinale Girolamo Bernerio, O.P.
- Arcivescovo Galeazzo Sanvitale
- Cardinale Ludovico Ludovisi
- Cardinale Luigi Caetani
- Cardinale Ulderico Carpegna
- Cardinale Paluzzo Paluzzi Altieri degli Albertoni
- Papa Benedetto XIII
- Papa Benedetto XIV
- Papa Clemente XIII
- Cardinale Marcantonio Colonna
- Cardinale Giacinto Sigismondo Gerdil, B.
- Cardinale Giulio Maria della Somaglia
- Cardinale Carlo Odescalchi, S.I.
- Cardinale Costantino Patrizi Naro
- Cardinale Lucido Maria Parocchi
- Vescovo Andrea Righetti